# Piper Curda
Piper Joy Curda (Tallahassee, 16 agosto 1997) è un'attrice e cantante statunitense, conosciuta soprattutto per il ruolo di Jasmine nella serie Disney Channel Non sono stato io. Piper è apparsa anche in alcuni episodi della serie A.N.T. Farm - Accademia Nuovi Talenti.

## Biografia
Piper Curda è nata in Tallahassee (Florida). Figlia di Stephen K. Curda, brigadiere generale dell'United States Army è la seconda di cinque figli. La sua carriera d'attrice inizia dopo aver partecipato insieme alla sorella maggiore al musical The King and I.
All'età di 12 anni interpreterà il ruolo di Roly Poly nel musical Broadway della Carica dei 101. Compare nel ruolo di Casy nella serie Disney.com Rule the Mix. Piper appare anche in alcuni episodi di serie TV come Law & Order - Unità vittime speciali, Body of Proof, Malibu Country e ha avuto un ruolo ricorrente nella serie A.N.T. Farm - Accademia Nuovi Talenti.
Nel giugno 2013 viene scelta per interpretare il ruolo di Jasmine nella serie Disney Channel Non sono stato io che ha debuttato in america il 17 gennaio 2014, mentre in Italia è in onda dal 17 giugno 2014 sempre su Disney Channel. Il 15 gennaio 2014 rilascia il suo primo singolo Losing You e il relativo video il 27 gennaio 2014. A luglio 2014 viene scelta per partecipare al film Disney per la televisione Teen Beach 2, nel personaggio di Alyssa. Piper tuttora risiede a Los Angeles con la sua famiglia.
Nel 2014 ha partecipato alla cover della canzone Do You Want To Build A Snowman? (Frozen) insieme ad altre star disney, nel gruppo Disney Channel Circle of Stars.

## Filmografia

### Cinema
- Wretched - La madre oscura (The Wretched), regia di The Pierce Brothers (2019)
- American Pie Presents: Girls' Rules, regia di Mike Elliott (2020)
- May December, regia di Todd Haynes (2023)

### Televisione
- Law & Order - Unità vittime speciali – serie TV, episodio 13x03 (2011)
- Body of Proof – serie TV, episodio 2x10 (2011)
- Malibu Country – serie TV, episodi 1x01-1x02 (2012)
- A.N.T. Farm - Accademia Nuovi Talenti – serie TV, episodi 3x01-3x04-3x07-3x13-3x16 (2013-2014)
- Rizzoli & Isles – serie TV, episodio 4x07 (2013)
- Non sono stato io (I Didn't Do It) – serie TV, 39 episodi (2014-2015)
- Liv e Maddie (Liv and Maddie) – serie TV, episodio 2x04 (2014)
- Teen Beach 2 – film TV, regia di Jeffrey Hornaday (2015)
- Legacies - serie TV- 8 episodi (2022)
- The Flash - serie TV - episodio 8x06 (2022)

### Doppiatrice
- Randy - Un Ninja in classe – serie animata TV, episodi 1x10-1x11 (2012)
- Hoppers, regia di Daniel Chong (2025)

## Discografia
- Losing You
- Messing With My Head
- Taking Me Higher
- Cover di "Do You Want To Build A Snowman?" per Disney's circle of stars
- Letting Go
- Happy

## Doppiatrici italiane
Nelle versioni in italiano delle opere in cui ha recitato, Piper Curda è stata doppiata da:
- Roisin Nicosia in Liv e Maddie, Wretched - La madre oscura
- Martina Felli in Non sono stato io
- Veronica Puccio in Teen Beach 2
- Lucrezia Marricchi in May December, A.N.T. Farm - Accademia Nuovi Talenti